# Lötschberg (bateau)
Pour les articles homonymes, voir Lötschberg (homonymie).
Le DS Lötschberg est un bateau à aubes (DS pour (de)Dampfschiff, bateau à vapeur) qui navigue sur le lac de Brienz en Suisse. Lancé en 1914, il tire son nom du Lötschberg, situé non loin du lac.
Il appartient à la Schifffahrt Berner Oberland, filiale du groupe BLS SA.

## Histoire
Le navire a été entièrement restauré en 2000/2001.

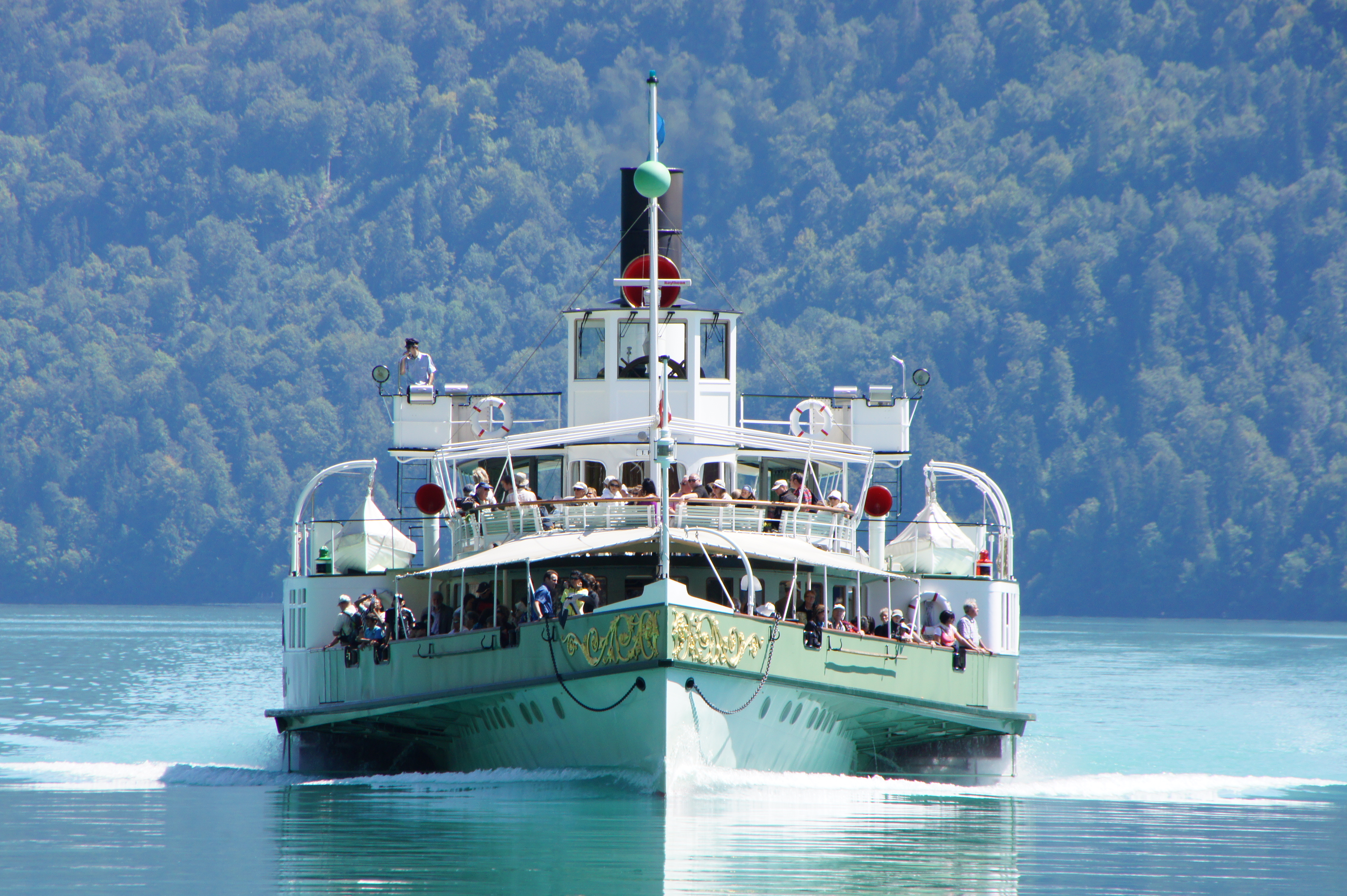
Le Lötschberg vu de face.